# Фоминка (Миллеровский район)
Фоминка — хутор в Миллеровском районе Ростовской области.
Входит в состав Первомайского сельского поселения.

## География

### Улицы
- ул. Веселая,
- ул. Лунная,
- ул. Мира,
- ул. Песчаная,
- ул. Пушкинская,
- ул. Речная,
- ул. Станиславского,
- ул. Хлеборобная,
- ул. Шолохова.

## Население
| 2010 |
| ---- |
| 540  |